# Жауров, Николай Егорович
Николай Егорович Жауров (род. 1951) — украинский шахтёр, Донецкая область, Герой Украины (2007).

## Биография
Родился 17 декабря 1951 года в Сталине возле шахты Бутовка.
После службы армии — в 1972 году пришёл на шахту Засядько, где у него работал старший брат.
Два года поработав на вентиляции, Жауров стал крепильщиком, а в 1990 году — бригадиром проходчиков.
Здесь трудится до сих пор машинистом горных выемочных машин арендного предприятия «Шахта имени А. Ф. Засядько».
В одной бригаде с Героем — его сын Денис и племянник. На шахте же работали жена - Лидия Петровна (была оператором газовой защиты, теперь на пенсии) и дочь Ольга Николаевна (отвечала за автоматизированную систему управления).

## Награды
- Герой Украины (02.07.2007 — за многолетний самоотверженный шахтерский труд, достижение высоких показателей в добыче угля).
- Заслуженный шахтёр Украины (1997).